# Теодор II Цариградски
Теодор II Цариградски (грч. Θεόδωρος Εἰρηνικός; умро 31. јануара 1216), такође познат као Теодор Копас или Купас (Κωπᾶς/Κουπᾶς), био је високи византијски званичник и главни министар током већег дела владавине византијског цара Алексија III Анђела (владао 1195–1203). Након пада Цариграда у Четвртом крсташком рату, побегао је у Никејско царство, где се замонашио и служио као васељенски патријарх Цариграда у егзилу 1213–1216. године.

## Политичка каријера
Интелигентан, говорљив и образован човек, дошао је на власт након немилости и прогонства до тада омиљеног званичника Алексија III, Константина Месопотамита, у јесен 1197. Теодор II је наследио Месопотамита на његовој поверљивој и утицајној дворској позицији epi tou kanikleiou (секретар царске мастионице) и као главни министар. Такође је имао виши дворски чин севастоса. Према извештају тадашњег историчара Никите Хонијата, Теодор II се плашио да ће поделити судбину Месопотамита и стога је користио своју власт са великом уздржаношћу. Желео је да не разбесни наследну аристократију која је доминирала царским двором и која је поткопала положај Месопотамита. У том смислу, такође је занемарио да предузме било коју од реформи које су Царству очајнички биле потребне.

## Изгнанство и црквена каријера
У априлу 1204. године, Цариград је пао у руке војника Четвртог крсташког рата, и као и многи византијски вође, Теодор II је побегао из града и потражио уточиште у Малој Азији. Тамо је Теодор II замонашен. Године 1209, новопроглашени никејски цар, Теодор I Ласкарис, именовао га је за хартофилакса Васељенске патријаршије у Цариграду, поново успостављене у никејском егзилу. Теодор I Ласкарис му је такође доделио титулу hypatos ton philosophon, престижну титулу која се даје декану Филозофског факултета Универзитета у Цариграду.
Дана 28. септембра 1213. године, Теодор II је изабран за васељенског патријарха Цариграда од стране патријаршијског синода. Његов мандат је обележио отворени сукоб са Католичком црквом, посебно око легитимитета Латинског патријарха Цариграда и католичке контроле над грчко-православним становништвом којим је владала Франкократија.
Теодор II Цариградски је умро 31. јануара 1216.